# Sophia Wilhelmina Evans
Sophia Wilhelmina Evans, född 1772, död 24 april 1816, var en nederländsk gravör. 
Hon var dotter till den skotske läkaren John Evans och bosatt i Rotterdam. Hon var elev till tecknaren Johannes Zacharias Prey och gravören Mattheus de Sallieth och debuterade som konstnär 1786. Hon gjorde många gravörer av medlemmar av huset Oranien. Hon var mycket aktiv under tio år efter sin debut, men efter 1796 är inga verk av henne kända. Efter sitt giftermål 1804 levde hon ett anonymt liv. 